# Arnaldo Andreoli
Arnaldo Andreoli (Mòdena, 6 d'agost de 1893 – Parma, 2 de desembre de 1952) va ser un gimnasta artístic italià que va competir en els anys posteriors a la Primera Guerra Mundial.
El 1920 va prendre part en els Jocs Olímpics d'Anvers, on guanyà la medalla d'or en el concurs complet per equips del programa de gimnàstica.